# Valdivia
 Ovo je glavno značenje pojma Valdivia. Za druga značenja pogledajte Valdivia (razdvojba).
Valdivia je grad i općina u južnom Čileu. Grad je dobio naziv po svome osnivaču Pedru de Valdiviji, a nalazi se na ušću rijeka Calle-Calle, Valdivia i Cau-Cau, oko 15 km istočno od obalnih gradova Corral i Niebla. Od listopada 2007. godine Valdivia je glavni grad novoosnovane regije Los Rios, a ujedno je i glavni grad provincije Valdivia. Općina Valdivia ima 140.559 stanovnika (Valdivianos) od kojih je prema popisu stanovništva iz 2002. 127.750 živjelo u gradu. Glavne gospodarske aktivnosti su turizam, šumarstvo, metalurgija, te proizvodnja piva. Valdivija je dom sveučilišta Universidad Austral de Chile osnovanog 1954. godine.
Grad je stradao u velikom potresu 1960. čija je magnituda iznosila 9,5 stupnjeva Rihterove ljestvice, što je najjači potres ikad zabilježen. Uništene zgrade su i danas vidljive u prigradskim područjima.

## Gradovi prijatelji
- Hamburg, Njemačka
- Neuquén, Argentina
- Mount Pleasant, SAD
- Tacoma, SAD
- Cluj-Napoca, Rumunjska

## Vanjske poveznice
|  | Zajednički poslužitelj ima još gradiva o temi Valdivia |

- (šp.) Ilustre Municipalidad de Valdivia
- (šp.) Diario Austral de Valdivia, novine
- (šp.) Museo de Arte Contemporanea (MAC)  Arhivirana inačica izvorne stranice od 11. listopada 2011. (Wayback Machine), muzej
- (šp.) Museo Fuerte Niebla, muzej
- (šp.) Museo Philippi  Arhivirana inačica izvorne stranice od 15. rujna 2008. (Wayback Machine), muzej
- (šp.) La Librería de Valdivia  Arhivirana inačica izvorne stranice od 21. srpnja 2009. (Wayback Machine), najveća knjižara u južnom Čileu
- (šp.) Panorámicas de Valdivia en 360º
- (šp.) Valdivia  Arhivirana inačica izvorne stranice od 22. travnja 2016. (Wayback Machine)